# Cieneguilla

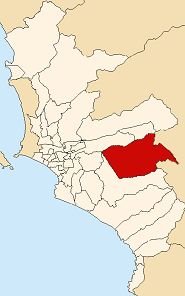
Situation du district dans la province

Le  district de Cieneguilla  est un des 43 districts de la province de Lima, au Pérou. Situé à l'Est de Lima, c'est un des derniers districts à n'être pas encore intégralement urbanisé.
Il est limitrophe de la province de Huarochirí.